# بیلان آب
بیلان آب (به انگلیسی: Water budget یا Water balance) بیانگر موجودی و تغییراتی است که در موجودی آب در یک محدودهٔ زمانی و مکانی به‌ویژه رخ می‌دهد. آب به دلیل حرکت در سه فاز جامد، مایع و گاز تحت انرژی‌های موجود در طبیعت، و همین‌طور تحولات مختلف طبیعی و انسانی، همواره در حال جابجایی است. اهمیت آب در حیات انسان و اکوسیستم‌ها موجب می‌شود تا مطالعه و ارزیابی وضعیت بیلان آب ضرورت یابد.
دسترسی به آب، یکی از دغدغه‌های مهم در قرن حاضر است و اطمینان پیدا کردن از پایداری دسترسی به آب نیازمند درک چرخهٔ آب خواهد بود. چرخهٔ آب به حرکت آب درون و بین اتمسفر، سطح زمین و زیر زمین اشاره دارد. بیلان آب ابزاری برای نگاه کمّی به چرخهٔ آب است و با استفاده از آن می‌توان نرخ حرکت آب و تغییر در ذخایر آب درون و بین بخش‌های سه‌گانهٔ اتمسفر، سطح زمین و زیرزمین را حسابداری نمود. اگرچه بیلان آب یک مفهوم به ظاهر ساده است اما برآورد آن به شکل دقیق کاری پیچیده و همراه با عدم‌قطعیت خواهد بود، لذا مدیران و تصمیم‌گیران باید با توجه به این نکته، از بیلان آب در برنامه‌ریزی‌ها و اقدامات خود بهره‌گیری کنند.

## اهمیت توجه به بیلان آب
با توسعهٔ اقتصادها و مبتنی بر وابستگی آنها به آب، محدودیت منابع آب بیش از پیش برای انسان شفاف می‌گردد و با وقوع وقایع حدی همچون خشکسالی، رنگ و بوی محدودیت‌های آبی تندتر می‌شود. تحلیل و بررسی اطلاعات مصرف و منابع آب، می‌تواند به خوبی نشان دهد که نیازها چقدر متناسب با منابع آب موجود رشد کرده‌اند و چه ظرفیت‌هایی باید برای رویارویی با محدودیت منابع آب فعال گردند. محاسبهٔ بیلان آب برای حوضه‌های آبریز، آبخوان‌ها و واحدهای هیدرولوژیکی یا حتی واحدهای سیاسی مختلف، ابزاری کاملاً ضروری برای ارزیابی میزان آب در دسترس در جهت رفع نیازهای انسان و محیط‌زیست اوست؛ بنابراین، مشخص کردن مسیر لازم برای ارزیابی بیلان آب و عدم‌قطعیت‌های نهفته در آن، و اثرگذاری انسان بر بیلان آب بسیار مفید و با اهمیت خواهد بود. دوره‌های خشکسالی و ترسالی، یادآور اهمیت توجه به مصارف و منابع آبی است که در گذر زمان دستخوش تغییر می‌شوند؛ لذا دقت و تمرکز بر تغییرات زمانی در جریان‌ها و ذخایر آب، و مشخص ساختن ارتباط آن با مصرف یک امر ضروری برای عصر حاضر است. محاسبهٔ هرچه دقیق‌تر بیلان، کمک می‌کند تا آگاهی تصمیم‌گیران و بهره‌برداران نسبت به توجیه‌پذیری نیازهای فعلی و تقاضاهای آتی تقویت گردد و جهت‌گیری‌ها برای توسعه، و همین‌طور رفع تعارضات بر بستری علمی مستقر گردد.

## چرخهٔ آب و بیلان
بخشی از آب کرهٔ زمین بر روی سطح زمین در قالب اقیانوس‌ها، یخچال‌ها، دریاچه‌ها، رودخانه‌ها، آبراهه‌ها و تالاب‌ها است؛ همچنین بخش دیگر آن در زیرسطح زمین بصورت رطوبت خاک و آب‌های زیرزمینی است، و بخش دیگر در اتمسفر قرار دارد. بیش از ۹۷ درصد کل ذخایر آبی کرهٔ زمین در اقیانوس‌ها قرار دارد. از کل میزان آب موجود در خشکی، ۷۷ درصد به صورت یخچال‌ها و پوشش‌های برفی هستند و بخش اعظم دیگر آن بصورت ذخایر آب زیرزمینی است. آب به صورت مداوم از مسیرهای مختلف در چرخهٔ آب حرکت می‌کند؛ حرکت آب در برخی از این مسیرها بسیار سریع است مانند بارش بر روی زمین یا تبخیر پس از بارش؛ اما در برخی دیگر از مسیرها، آب با سرعت بسیار کندی در حد قرن‌ها و هزاره‌ها حرکت می‌کند مانند ذوب برف در یخچال‌ها. برای اطلاعات بیشتر می‌توان به مدخل چرخه آب رجوع کرد.
با توجه به اشکال و الگوهای مختلف حرکت آب در چرخهٔ هیدرولوژی، چالش اصلی برای انسان‌ها، پایش این چرخه در یک مقیاس مکانی و زمانی به‌ویژه است؛ مثلاً اینکه بیلان آب در یک آبخوان به‌ویژه در مدت یک سال چگونه تغییر می‌کند، مسئله‌ای است که از سوی بهره‌برداران آب اهمیت پیدا می‌کند. به این محدودهٔ زمانی و مکانی خاصی که برای بررسی بیلان آب مورد توجه قرار می‌گیرد، اصطلاحاً واحد حسابداری (Accounting unit) گفته می‌شود. بیلان آب در شکل کاملاً سادهٔ خود، بیانگر تفاوت نرخ ورودی و خروجی آب به یک واحد حسابداری است که میزان تغییرات در ذخیره آب را نشان می‌دهد:
«تغییرات ذخیره برابر است با جریان ورودی منهای جریان خروجی»
این معادله برای هر مقیاس مکانی و زمانی و بعبارت دیگر هر واحد حسابداری قابل کاربرد خواهد بود. در حقیقت این معادلهٔ بیلان ساده، چیزی نیست جز معادلهٔ بقای جرم، و نشان می‌دهد که تغییرات میزان حجم آب از یک استوانهٔ کوچک آزمایشگاهی گرفته تا یک اقیانوس عظیم، تحت تأثیر ورودی‌ها و خروجی‌های آن است. آنچه در بیلان آب اهمیت دارد این است که بتوان بسته به واحد حسابداری مدنظر، اجزای ورودی و خروجی آب را با دقت مناسب محاسبه و برآورد کرد.

## ذخیره و جریان آب درون بخش‌های اصلی چرخه آب
اتمسفر، سطح زمین و زیرزمین، سه بخش اصلی چرخهٔ آب را تشکیل می‌دهند و با درک ذخیره و جریان آب در هر یک از این بخش‌ها می‌توان شناخت کامل‌تری نسبت به بیلان آب پیدا کرد. به عبارت دیگر، در هر یک از بخش‌های چرخهٔ آب، جریان‌ها و ذخایر آب متفاوت است و هدف اصلی بیلان آب در یک واحد حسابداری به‌ویژه این است که بتواند اجزای این ذخایر و جریان‌ها را شفاف کند. سازمان زمین‌شناسی آمریکا اجزای اصلی چرخه آب را به این صورت تقسیم‌بندی می‌کند:

### آب در اتمسفر
در هر لحظه، اتمسفر بخش ناچیزی از آب کرهٔ زمین را در خود نگاه می‌دارد. اما همین بخش ناچیز، نقشی بسیار کلیدی در کل چرخهٔ آب کرهٔ زمین را ایفا می‌نماید. آب به صورت بخار از زمین و سطح دریا بلند می‌شود و به اتمسفر وارد می‌گردد و مجدد بخار متراکم می‌شود و به صورت آب به زمین و اقیانوس بازمی‌گردد. یک مولکول آب می‌تواند از یک موقعیت جغرافیایی به‌ویژه وارد اتمسفر شده و در جای دیگری به سطح کرهٔ زمین بازگردد. به همین دلیل اتمسفر نقشی بسیار بزرگ در توزیع آب را ایفا می‌کند و از نقاط پرآب (عموماً اقیانوس‌ها) آب را گرفته و در نقاط کم آب (عموماً سطح خشکی) فرود می‌آورد. جابجایی آب در اتمسفر تحت تأثیر گرادیان‌های (شیب‌های) فشار، دما و رطوبت قرار دارد. به عبارت دیگر، آب در اتمسفر به دلیل اختلاف فشار و دما و رطوبت جابجا می‌شود و در علوم هواشناسی، این پدیده‌ها برای پیش‌بینی حرکت آب و بارندگی مورد بررسی و محاسبه قرار می‌گیرند.

### آب در خشکی
آب در خشکی به صورت مایع و جامد پراکنده است و گاه به صورت برف و یخ برخی نقاط را پوشش می‌دهد و گاه به شکل آب مایع در دریاچه‌ها و ذخایر آب سطحی (بندها و سدها) ساکن می‌شود یا در رودخانه‌ها و آبراهه‌ها جاری می‌گردد.
برف و یخ یکی از اجزای آب در خشکی هستند. بخش اعظم آب شیرین بر روی سطح کرهٔ زمین، در قالب یخچال‌های طبیعی ذخیره شده‌اند. پوشش‌های برفی که از طریق گرما ذوب می‌شوند و به جریان‌های آب منتهی می‌گردند، بخش اصلی آب برای نیازهای انسان‌ها و حتی اکوسیستم‌ها را تأمین می‌کنند. برف‌ها و یخ‌ها ممکن است مستقیماً تبخیر شده (تصعید) یا بعد از ذوب شدن به زمین نفوذ کنند یا مستقیماً در آبراهه‌ها و رودخانه‌ها جاری گردند. به‌طور کلی، برآورد ذخایر آب برفی فصلی (یعنی پوشش‌های برف و یخی در ارتفاعات که تنها در مدت محدودی از یک سال ظاهر و سپس ناپدید می‌شوند) توسط پیمایش‌های مستقیم و با اندازه‌گیری مساحت و عمق پوشش برفی و میزان آبدار بودن آن انجام می‌گیرد. البته اخیراً توسعهٔ فناوری‌های تصویربرداری (ماهواره‌ای و هوایی) توانسته تا توان بشر برای اندازه‌گیری ذخایر برفی فصلی را بسیار بهبود ببخشد؛ ولی به‌طور کلی، به دلیل محدودیت‌های مالی و فناوری در بسیاری از کشورها، اندازه‌گیری ذخایر آب در پوشش‌های برفی فصلی با دقت انجام نمی‌گیرد.
دریاچه‌ها و تالاب‌ها یکی دیگر از اجزای این بخش از چرخهٔ آب هستند که به‌طور متوسط حجم آب در آنها (شامل آب شور و شیرین) ۲۲۹ هزار میلیارد مترمکعب است. به‌طور کلی این بدنه‌های آبی، با اتمسفر، بخش زیرزمینی و سایر بدنه‌های آبی سطحی در ارتباط هستند و از آنها تغذیه شده یا آنها را تغذیه می‌کنند. آنها آب را از طریق بارندگی، جریان‌های سطحی و حتی زیرزمینی دریافت می‌کنند و آب را به صورت جریان‌های سطحی یا زیرزمینی و همین‌طور تبخیر از خود تخلیه می‌کنند. البته این جریان‌ها در تمامی دریاچه‌ها به‌طور کامل انجام نمی‌شود، بعبارت دیگر برخی صرفاً از طریق تبخیر یا جریان زیرزمینی تخلیه می‌شوند و لزوماً یک دریاچه به تمامی اشکال مزبور، تخلیه یا تغذیه نمی‌شود. به‌طور کلی اندازه‌گیری ذخایر آب در دریاچه‌ها از طریق محاسبهٔ حجم ذخیرهٔ دریاچه انجام می‌گیرد و برای اینکار لازم است تا تراز یا ارتفاع آب در دریاچه و سطح آب اندازه‌گیری شود. البته به دلیل اینکه دریاچه‌ها معمولاً شکل هندسی منظمی ندارند، لازم است تا شکل هندسی کف دریاچه از طریق روش‌های مختلف نقشه‌برداری، برآورد گردد. به همین دلیل، در زمانی که شکل هندسی کف دریاچه به‌طور دقیق اندازه‌گیری نشده باشد، صرفاً با تراز آب و سطح دریاچه نمی‌توان برآورد دقیقی از حجم ذخیرهٔ آب در دریاچه را تولید کرد.
جریان‌ها در رودخانه‌ها و آبراهه‌ها جزء دیگر این بخش از چرخهٔ آب را تشکیل می‌دهند. به‌طور کلی حجم آب در این بخش بسیار ناچیز است (به‌طور متوسط حدود ۱۲۵۰ میلیارد مترمکعب)، لذا در مقایسه با حجم کل آب در کرهٔ زمین این میزان بسیار اندک است. کارکرد اصلی این جزء از چرخهٔ آب در جابجا کردن آب از ارتفاعات به مناطق پست و نهایتاً اقیانوس‌هاست. کارکرد دیگر آنها، تبادل آب از سطح زمین به زیر زمین و بالعکس است. بعبارت دیگر، آب در رودخانه‌ها و آبراهه‌ها جابجا شده و بخشی از آن در یک نقطه بنابر خصوصیات زمین‌شناسی به زمین نفوذ می‌کند و در جای دیگر، به دلایل بالا بودن سطح آب زیرزمینی به رودخانه و آبراهه‌ها تغذیه می‌گردد. رودخانه‌ها و آبراهه‌ها می‌توانند از بدنه‌های آبی سطحی (برف و یخ و دریاچه‌ها)، رواناب‌های حاصل از بارندگی و همین‌طور آب زیرزمینی تغذیه گردند. همچنین در مسیر خود، آبراهه‌ها و رودخانه‌ها می‌توانند بخشی یا تمام آب خود را به بدنه‌های آب سطحی و زیرزمینی یا حتی اتمسفر تخلیه کنند. برخی از آنها بسیار کوچک هستند و معمولاً به‌طور موقت بعد از بارندگی‌ها شکل می‌گیرند و برخی دیگر مانند آمازون، میسیسیپی، ولگا، نیل و مکونگ بسیار عظیم‌الجثه هستند و حتی از مرز چندین کشور عبور می‌کنند. رودخانه به دلیل اینکه در یک بستر مشخص و در دسترس جریان دارد، به لحاظ اندازه‌گیری بسیار مناسب‌تر است و در بسیاری از مواقع می‌توان جریان آب در رودخانه‌ها را با دقت بسیار خوبی برآورد کرد. میزان جریان آب را می‌توان از طریق محاسبهٔ مقطع رودخانه (مساحت کانال آب) و سرعت حرکت آب مشخص کرد. برای اندازه‌گیری سرعت آب امروزه از دستگاه‌های آسان‌کاربردی استفاده می‌شود که به نسبت روش‌های قدیمی با دقت و همین‌طور هزینهٔ کمتری قابل انجام است. البته روش‌های بسیار متعددی برای محاسبهٔ جریان آب در رودخانه وجود دارد و بسته به دقت پتانسیل آن روش و نگاهداری از ادوات مربوطه، می‌توان جریان آب رودخانه را به شکلی مناسب محاسبه کرد. برخی روش‌ها این امکان را فراهم می‌آورند تا بتوان به صورت پیوسته، جریان آب را اندازه‌گیری کرد و برخی دیگر، صرفاً امکان اندازه‌گیری به صورت گسسته (مثلاً در مقاطع چند ساعت یا چند روز یکبار) را فراهم می‌آورند. کشورهای پیشرفته، به‌طور معمول با استفاده از ادوات مکانیزه و نگاهداری مستمر از آنها، اطلاعات بسیار دقیق و پیوسته‌ای از جریان آب در رودخانه‌ها را ثبت می‌کنند.

### آب در زیرزمین
آخرین بخش اصلی چرخهٔ آب، یعنی ذخایر آب در زیرزمین، در لایهٔ فوقانی پوستهٔ کرهٔ زمین و در خلل و فرج و شکاف‌های موجود جای گرفته‌اند. این ذخایر به دلیل پخش شدن در زیر دشت‌ها و اراضی قابل سکونت، به عنوان مخازن اصلی آب شیرین قابل استحصال به حساب می‌آیند. به‌طور کلی، در مقیاس کل کرهٔ زمین، تغییرات در ذخیره آب زیرزمینی ناچیز است اما در مقیاس‌های خرد ممکن است بسیار زیاد باشد. برای مثال تراز آب زیرزمینی در San Joaquin Valley در بین سال‌های ۱۹۲۰ تا ۱۹۷۰ به دلیل پمپاژ آب زیرزمینی، حدود ۱۰۰ متر افت داشته است. نکتهٔ مهم در رابطه با افت سطح آب زیرزمینی این است که با خالی شدن خلل و فرج‌های خاک و شکاف‌ها از آب، پدیدهٔ فرونشست یا فروچاله رخ می‌دهد و بسیاری از تأسیسات و سرمایه‌گذاری‌ها را به خطر می‌اندازد. به‌طور کلی، به دلیل اینکه فضای زیرزمین ناشناخته است و عوامل بسیاری زیادی در زیرزمین ممکن است بر جریان آب تأثیر بگذارند، برآورد میزان جریان و ذخیرهٔ آب زیرزمینی بسیار دشوار است و دقت آن معمولاً قابل مقایسه با دقت اندازه‌گیری‌ها در ذخایر آب سطحی نیست.
ذخایر آب زیرزمینی را می‌توان در دو بخش تقسیم کرد. یک بخش از ذخایر آب زیرزمینی در لایه‌های غیراشباع آب قرار دارند. لایهٔ غیر اشباع یعنی لایه‌ای از زیرزمین که در آن آب به‌طور کامل خلل و فرج و شکاف‌ها را پر نکرده و بخش دیگری از این فضاهای خالی توسط هوا پر شده است. بخش دوم ذخایر آب زیرزمینی که حجم اعظم منابع آب زیرزمینی را در خود جای می‌دهد، در لایهٔ اشباع قرار می‌گیرد. قواعد و روابط حاکم بر هر یک از این دو بخش متفاوت است و از طرف دیگر، به دلیل ناهمگنی بالا در محیط‌های آنها و وجود لایه‌های مختلف با نفوذپذیری متفاوت، اندازه‌گیری جریان آب در آنها بسیار دشوار و پرهزینه است. به شکلی ساده می‌توان گفت، آب زیرزمینی تحت تأثیر گرانش زمین و اختلاف تراز به حرکت در می‌آید و می‌تواند از نفوذ آب (از لایه‌های بالاتر غیراشباع و سطح زمین یا جدارهٔ بدنه‌های آب سطحی) و جریان آب زیرزمینی در جهت اختلاف فشار (از فشار بیشتر به فشار کمتر، از تراز بالاتر به تراز پایین‌تر) تغذیه شده و از طریق برداشت‌های طبیعی (چشمه یا تغذیهٔ بدنه‌های آب سطحی) و انسانی (مانند چاه و قنات) تخلیه گردد. لزوماً همیشه سرعت حرکت آب‌های زیرزمینی پایین نیست و در برخی از مناطق به دلیل خاصیت لایه‌های زمین، جریان آب باعث حل شدن صخره‌ها و ایجاد شکاف‌های بزرگ می‌شود و جریان‌های نسبتاً بزرگی را (مانند یک رودخانه) فراهم می‌آورد.
با پیشرفت فناوری‌ها، در اندازه‌گیری جریان‌های آب زیرزمینی و ذخایر زیرزمینی، به نسبت گذشته، پیشرفت‌های بزرگی حاصل شده است اما هنوز به دلیل هزینهٔ بالای این روش‌ها عموم کشورها به‌طور مناسبی از این فناوری‌ها استفاده نمی‌کنند. برآورد مؤلفه‌های بیلان آب زیرزمینی، شامل انواع ورودی‌ها و خروجی‌ها و همین‌طور ذخیرهٔ آب زیرزمینی عموماً با استفاده از تخمین‌های کلی انجام می‌گیرد و این تخمین‌ها ممکن است برآوردهای بسیار نادقیقی را از این ذخایر که بخش قابل توجهی از نیازهای انسان را تأمین می‌کنند بدست دهد. به‌طور مثال، برای برآورد جریان آب زیرزمینی از سطح زمین، لازم است تا اندازه‌گیری‌های بسیار گسترده‌ای در سطح یک آبخوان انجام شود تا مشخص شود که چه میزان از مصارف گستردهٔ آب مانند آبیاری یا حتی بارندگی بر روی سطح زمین می‌تواند نهایتاً به لایه‌های اشباع آب زیرزمینی نفوذ پیدا کند، به همین دلیل از ضرایب کلی برای برآورد تغذیه آب زیرزمینی از سطح زمین استفاده می‌شود که با تغییری اندک در این ضرایب، مقادیر تغذیه بسیار دگرگون خواهند شد. یا به عنوان مثال دیگر، برای برآورد جریان آب زیرزمینی، لازم است تا قابلیت انتقال آب (یعنی میزان آبی که در واحد زمان می‌توان از یک مقطع به‌ویژه عبور کند) به شکلی دقیق اندازه‌گیری شود، اما معمولاً به جای آن از مقادیر تخمینی استفاده می‌شود و با اندکی خطا در تخمین‌ها، میزان جریان آب بسیار تغییر خواهد کرد.

## جابجایی آب بین بخش‌های اصلی بیلان آب
آب در قالب بارندگی از اتمسفر به سطح زمین جابجا می‌شود و از طریق نفوذ آن یا نشت آب جریان‌های سطحی، به آب‌های زیرزمینی وارد می‌گردد. آب‌های زیرزمینی نیز یا به صورت طبیعی یا غیرطبیعی (توسط انسان) به سطح زمین جابجا می‌شوند و حتی ممکن است مستقیماً تبخیر شده و به اتمسفر بروند. درک این فرایندهای جابجایی، می‌تواند درک عمیق‌تری را نسبت به بیلان آب فراهم سازد. از دیدگاه سازمان زمین‌شناسی آمریکا، فرایندهای اصلی جابجایی آب بین بخش‌های اصلی بیلان آب عبارتند از:

### بارندگی
بارش به عنوان اصلی‌ترین منبع آب بر روی زمین (شامل خشکی و اقیانوس‌ها) به اشکال مختلفی همچون باران، برف، شبنم و قطرات مه به سطح زمین منتقل می‌شود. میزان بارش تحت تأثیر عوامل بسیار متعددی قرار دارد و در زمان و مکان تغییر می‌کند. ممکن است در یک منطقه حتی در سال یک میلیمتر هم بارندگی رخ ندهد و ممکن است در منطقه‌ای دیگر تحت پدیده‌های جوی حدی (مانند طوفان‌ها) در عرض یک ساعت چند ده سانتی‌متر بارندگی رخ دهد. برخی مناطق به دلیل پایداری نسبی جوی، دارای بارندگی‌های نسبتاً منظم هستند و پیش‌بینی آنها با دقت خوبی انجام می‌شود و برخی مناطق دیگر به دلیل حاکم بودن شرایط ناپایداری، بارندگی‌های بسیار نامنظمی دارند.
عدم قطعیت‌ها در تخمین بارندگی بیش از هرچیز به عدم دقیق بودن ادوات و همین‌طور تراکم آنها در یک منطقه بستگی دارد. هرچه ادوات با دقت‌تری در یک منطقه استفاده شده و تراکم آنها (تعداد در واحد سطح) بیشتر باشد، طبیعتاً تخمین میزان بارندگی بر روی یک منطقه دقیق‌تر انجام خواهد گرفت. البته اخیراً روش‌های مختلفی برای کاهش خطای اندازه‌گیری تولید شده است، ولی استفاده از آنها به جز در کشورهای پیشرفته (مانند شمال آمریکا، اروپا و استرالیا) در مناطق دیگر مرسوم نیست.

### نفوذ و رواناب
بارندگی‌هایی که بر روی خشکی فرود می‌آیند، ممکن است تبخیر یا ذخیره شوند یا به جریان‌های سطحی مبدل گردند یا به آب زیرزمینی ملحق شوند. ذخیره‌های سطحی عموماً در شکل برف انجام می‌شوند. البته بارندگی‌هایی که مستقیماً بر روی بدنه‌های آب سطحی وارد می‌آیند یا به صورت برگاب تبدیل می‌شوند (آبی که بر روی پوشش‌های گیاهی وارد می‌شوند) را نیز می‌توان بخشی از ذخیره سطحی ناشی از بارندگی دانست. اما به‌طور کلی، ذخیره‌های سطحی این چنینی عمر کوتاهی دارند (به غیر از بارش‌هایی که در یخچال‌ها صورت می‌گیرد). معمولاً در زمان بارندگی‌ها، نرخ تبخیر و تغییر ذخیره بسیار اندک است و اگر بتوان از آنها صرفنظر کرد، این بارندگی‌ها به نفوذ و رواناب تبدیل می‌شوند. به همین دلیل در بسیاری از این موارد، می‌توان از جمع بستن میزان بارندگی و یکی از دو پارامتر نفوذ یا رواناب، دیگری را از طریق معادله برآورد کرد (بعبارت دیگر اگر بارندگی معادل با مجمع نفوذ و رواناب باشد، می‌توان از دانستن میزان بارندگی و رواناب، میزان نفوذ را برآورد نمود). عوامل مختلفی همچون خصوصیات خاک، پوشش گیاهی، کاربری اراضی (کشاورزی، شهری، بیابان و …)، شیب زمین، اقلیم (خصوصاً میزان بارندگی و دما) و عمق آب زیرزمینی بر روی نرخ نفوذ و رواناب اثر می‌گذارند.
اگر که نرخ بارندگی بر روی خاک کمتر از میزان توانایی خاک برای جذب آب باشد، تمام بارندگی به نفوذ تبدیل می‌شود. به عبارت دیگر، رواناب زمانی حاصل می‌شود که میزان بارندگی از ظرفیت و توانایی خاک برای جذب آب بیشتر باشد. برای تعیین میزان رواناب و نفوذ می‌توان از روش‌های مختلفی استفاده کرد. یکی از راه‌های ممکن استفاده از روابط تجربی است. یک راه دیگر، اندازه‌گیری مستقیم میزان نفوذ یا رواناب است. بسته به شرایط یک منطقه و امکانات موجود ممکن است بتوان از برخی ادوات برای اندازه‌گیری استفاده کرد. به همین دلیل، برآورد میزان نفوذ و رواناب یا باید توسط ابزارهای اندازه‌گیری مستقیماً اندازه‌گیری شود یا اینکه به معادلات تجربی متناسب با خصوصیات منطقه دسترسی داشت تا با کمترین خطای ممکن این پارامترها برآورد شوند. به‌طور معمول، به دلیل دشواری در اندازه‌گیری از معادلات تجربی استفاده می‌شود، اما اگر ضرایب موجود در معادلات متناسب با خصوصیات یک منطقه تولید نشده باشند، خطای برآوردها بالا خواهد بود.

### تبخیرتعرق
تبخیر به فرایند تبدیل آب به بخار اشاره دارد که از روی سطح بدنه‌های آبی یا سطح خاک و عوارض دیگر انجام می‌شود. تعرق به بخاری اشاره دارد که از روزنه‌های موجود بر روی برگ گیاهان انجام می‌گیرد، و از آنجایی که اندازه‌گیری تعرق به صورت جداگانه کار بسیار دشواری است، معمولاً تبخیر و تعرق بصورت تجمیع شده محاسبه می‌شوند. تبخیرتعرق سالانه، در مقایسه با سایر مؤلفه‌های بیلان، از لحاظ اندازه در درجه دوم بعد از بارندگی قرار می‌گیرد. به‌طور کلی، مطالعات نشان می‌دهند که ۶۵ درصد از بارندگی‌هایی که بر روی زمین (غیر از اقیانوس‌ها) انجام می‌شوند به صورت تبخیرتعرق در می‌آید. اگرچه تبخیرتعرق در مقایسه با بارندگی، از نوسانات مکانی بسیار بالایی برخوردار نیست، اما اندازه‌گیری آن بسیار دشوارتر از بارندگی است و معمولاً تعداد ایستگاه‌های اندازه‌گیری تبخیر به نسبت ایستگاه‌های باران‌سنج کمتر است. تبخیرتعرق آب با انرژی باید انجام شود (چه در قالب حرارت و چه در قالب فرایندهای فوتوسنتز) و بدون وجود انرژی هیچ تبخیرتعرقی صورت نخواهد پذیرفت. به همین دلیل در مناطق خشک (کم‌آب)، میزان آبِ در دسترس، محدودکنندهٔ میزان تبخیر خواهد بود (بعبارت دیگر، ظرفیت تبخیر، بالاتر از آب موجود است). بالعکس در مناطق مرطوب، آب بیشتری نسبت به انرژی موجود وجود دارد و در نتیجه این میزان انرژی است که مقدار تبخیرتعرق را محدود می‌سازد. نرخ تبخیرتعرق به‌طور معمول تابعی از تابش است و در نتیجه در تابستان‌ها معمولاً تبخیرتعرق بیشتری نسبت به زمستان‌ها صورت می‌پذیرد. این نوسانات حتی در شبانه‌روز نیز خودش را به خوبی نشان می‌دهد، به نحوی که در شب‌ها تبخیرتعرق تقریباً صفر می‌شود و در میانهٔ روز به حداکثر خود می‌رسد.
تبخیرتعرق پتانسیل یکی از پارامترهای شناخته‌شده در بین متخصصان آب و کشاورزی است. تبخیرتعرق پتانسیل در حقیقت بیانگر میزان تبخیرتعرقی است که در صورت وفور آب در یک منطقه به‌ویژه انجام خواهد شد (بنابراین همیشه میزان تبخیرتعرقی که به‌طور واقعی در یک بازهٔ زمانی خاص رخ می‌دهد، که اصطلاحاً به آن تبخیرتعرق واقعی می‌گویند، از تبخیرتعرق پتانسیل کوچک‌تر است). یعنی مثلاً در تهران، تبخیرتعرق پتانسیل مرداد ماه، بیانگر بیشترین میزان تبخیرتعرقی است که با توجه به انرژی موجود (عمدتاً حاصل از تابش) از واحد سطح انجام می‌گیرد. به همین دلیل، متخصصان کشاورزی و آبیاری از این پارامتر برای تعیین ضرورت برای آبیاری استفاده می‌کنند و اگر میزان بارندگی یک منطقه به‌ویژه در (مثلاً) یک ماه کمتر از تبخیرتعرق پتانسیل باشد، آبیاری به گیاهان ضرورت پیدا می‌کند.
تا کنون، روش‌های مستقیم و غیرمستقیم متعددی برای محاسبهٔ میزان تبخیرتعرق تولید شده‌اند. روش‌های مستقیم از طریق اندازه‌گیری انجام می‌شود و به دلیل هزینه‌های بالای آن کمتر مورد استفاده قرار می‌گیرد. یکی از روش‌های غیرمستقیم، استفاده از روابط ریاضی است که توسط برخی محققان تولید شده‌اند به نحوی که با جاگذاری مقدار برخی پارامترهای قابل اندازه‌گیری در آن روابط (مانند دما، طول و عرض جغرافیایی، میزان باد و غیره) می‌توان برآوردهایی از میزان تبخیرتعرق پتانسیل داشت. اما این مقادیر واقعی تبخیرتعرق نیست و صرفاً میزان تبخیرتعرق پتانسیل را محاسبه می‌کند. خطای اصلی در استفاده از این روش زمانی خود را نشان می‌دهد که باید از ضرایب تصحیحی منطقه‌ای برای تبدیل آن به مقدار واقعی استفاده کرد؛ لذا اگر مطالعات کافی برای برآورد ضرایب تصحیحی در یک منطقه انجام نشده باشد، خطاهای قابل توجهی ممکن است در برآورد میزان تبخیرتعرق واقعی رخ دهد. برخی روش‌های نوین نیز برای برآورد تبخیرتعرق ابداع شده‌اند، که نیازمند استفادهٔ فناوری‌های نسبتاً پرهزینه‌ای مانند رادار است. همین‌طور تصاویر ماهواره‌ای و هوایی نیز برای برآورد تبخیرتعرق قابل استفاده هستند، اما در این روش‌ها نیز به‌طور کامل از اندازه‌گیری‌های زمینی بی‌نیاز نخواهیم بود و اگر اندازه‌گیری‌های نسبتاً خوبی در یک منطقه انجام نشده باشد، باز هم با خطای قابل توجهی روبرو می‌شویم.

### تبادلات بین آب سطحی و زیرزمینی
بخش دیگر جابجایی آب، مربوط به تبادلاتی می‌شود که بین آب‌های سطحی و زیرزمینی رخ می‌دهند. قاعدهٔ اصلی برای تعیین جهت جریان در هر محل به‌ویژه، اختلاف تراز آب بین بستر بدنه‌های سطحیِ آب و آب زیرزمینی است. اگر در یک محل، تراز آب زیرزمینی مجاور بستر (مثلاً) یک رودخانه بالاتر از کف رودخانه باشد، طبیعتاً آب باید از زیرزمین به داخل رودخانه جریان پیدا کند و بالعکس. به همین دلیل می‌توان در مسیر یک رودخانه شاهد نوسان میزان جریان آب باشیم به نحوی که در یک بازهٔ خاص از رودخانه، جریان به ظاهر کاسته شود اما در جایی به نسبت پایین‌تر، جریان آب رودخانه افزایش پیدا کند (بدون اینکه هیچ آبراهه‌ای به آن متصل شده باشد). در بعضی مواقع، به دلیل افت شدید تراز آب زیرزمینی که می‌تواند ناشی از اضافه‌برداشت‌ها توسط انسان باشد، ممکن است به حدی تراز آب زیرزمینی پایین رود که دیگر ارتباط مستقیم بین رودخانه و آب زیرزمینی قطع شود. افت شدید جریان آب یا خشک شدن برخی رودخانه‌های دائمی به همین دلیل رخ می‌دهد، زیرا رودخانه دیگر هیچ تغذیه‌ای را از جانب آب زیرزمینی دریافت نمی‌کند و به دلیل اختلاف تراز بسیار زیاد، جریان آب به شدت نفوذ می‌کند. روش‌های مختلفی برای برآورد تبادلات بین آب سطحی و زیرزمینی وجود دارد که بسته به مقیاس واحد حسابداری موردنظر برای بیلان آب، می‌توان روش مناسب را برگزید. برای مثال اگر واحد حسابداری، یک بازهٔ کوچک از مسیر رودخانه باشد، می‌توان از اندازه‌گیری‌های مستقیم نقطه‌ای استفاده کرد، اما اگر در سطح یک حوضهٔ آبریز بخواهیم این تبادلات را حساب کنیم می‌توان از مقایسه تراز آب زیرزمینی و آب سطحی و روش‌های محاسباتی دیگر بهره گرفت.

## معادلهٔ بیلان آب در یک حوضهٔ آبریز
به‌طور کلی می‌توان اجزای ورودی و خروجی آب به یک حوضهٔ آبریز، به عنوان واحد حسابداری اصلی برای مدیریت آب را به شکل زیر در نظر گرفت:
{\displaystyle P+Qin=ET+\Delta S+Qout}
در این رابطه P بیانگر بارندگی،{\displaystyle Qin} جریان آب به داخل حوضهٔ آبریز، ET تبخیرتعرق (مجموع تبخیر آب از خاک، سطح بدنه‌های آبی و گیاهان)،{\displaystyle \Delta S} تغییرات در ذخیره آب و {\displaystyle Qout} جریان خروجی آب از حوضه آبریز می‌باشد. به هر یک از این پارامترها در معادلهٔ بیلان، یک مؤلفه می‌گویند. مؤلفه‌های بیلان را می‌توان به صورت حجم (در یک زمان معین)، جریان (حجم در واحد زمان، مانند مترمکعب بر سال)، یا چگالی جریان (یعنی به صورت حجم در واحد سطح در واحد زمان، مانند میلیمتر در روز در مترمربع) درآورد و در معادله استفاده کرد.
معادلهٔ کلی بیلان حوضهٔ آبریز را می‌توان به اشکال خاصی نیز تبدیل کرد؛ مثلاً می‌توان زیربخش‌های مؤلفهٔ بارش را در قالب بارش برف و باران تجزیه کرد؛ جریان خروجی و ورودی را در قالب آب‌های سطحی و زیرزمینی و آب‌هایی که به صورت طبیعی یا توسط انسان تخلیه یا اضافه می‌شوند تقسیم کرد؛ تبخیرتعرق را می‌توان به تبخیر از سطح آب، تعرق از گیاهان، تصعید از برف و غیره تقسیم نمود؛ ذخیره آب را نیز به صورت حجم آب سطحی و زیرزمینی یا رطوبت تقسیم کرد. به‌طور کلی ارائه کردن مؤلفه‌های بیلان به صورت جز به جز، مطلوبیت بیشتری دارد چراکه می‌توان اجزای اصلی بیلان آب را با جزئیات بیشتری درک نمود، اما همواره محدودیت‌های مختلف مانند توان محاسباتی و اندازه‌گیری، فناوری‌های در دسترس، هزینه و غیره موجب می‌شود تا برخی از مؤلفه‌ها بصورت تلفیقی و تجمیع شده در معادله لحاظ گردند؛ مثلاً عدم امکان محاسبهٔ اجزای تبخیر و تعرق به دلیل نداشتن امکانات کافی موجب می‌شود تا آنرا نتوان به شکل جزء به جزء ارائه کرد و صرفاً تمامی تبخیر و تعرق‌های صورت گرفته در یک واحد حسابداری را در قالب یک عدد تجمیع شده، برآورد نمود. به‌طور کلی، بیلان آب را در قالب جداول به تفکیک مؤلفه‌ها و در واحدهای زمانی مختلف نمایش می‌دهند.

## عدم قطعیت در محاسبه بیلان
هر شکلی از محاسبهٔ بیلان، نهایتاً با عدم‌قطعیت روبروست. منشأ عدم‌قطعیت‌ها در محاسبات بیلان را می‌توان به دو منبع نسبت داد: تغییرات طبیعی در چرخهٔ آب و خطاهای اندازه‌گیری. تمامی مؤلفه‌های بیلان به اشکال مختلف تغییرپذیر هستند. از بارندگی گرفته، تا تبخیرتعرق، رواناب و نفوذ همگی تحت تأثیر پارامترهای مختلف تغییر می‌کنند و در برخی مناطق، میزان تغییرات بسیار شدیدتر است. همین‌طور ارتباط تنگاتنگ و در هم‌پیچیدهٔ پارامترهای مختلف، همچون دما، بارش، تبخیر، پوشش گیاهی و غیره موجب می‌شود تا به راحتی مقدار مؤلفه‌ها دستخوش تغییرات جدی قرار گیرند. خطاهای ناشی از اندازه‌گیری نیز، همان‌طور که گفته شد به دلیل ذات برخی از مؤلفه‌ها و پارامترها، یا حتی محدودیت‌های مالی، تخصصی و غیره ممکن است کم یا زیاد باشد.
برای درک اثرگذاری عدم‌قطعیت‌ها در محاسبهٔ بیلان می‌توان از یک مثال ساده‌سازی‌شده استفاده کرد. معمولاً هدف استفاده از معادله‌های بیلان این است که یکی از مؤلفه‌های مجهول را بتوان برآورد کرد و معمولاً مؤلفهٔ مجهول تبخیرتعرق یا تغذیهٔ آب زیرزمینی است. فرض کنید واحد حسابداری برای محاسبهٔ بیلان در یک منطقهٔ خشک قرار دارد که بافت خاک آن نیز کاملاً درشت‌دانه است و لذا تمام بارندگی‌ها به دو بخش تبخیرتعرق و تغذیه آب‌زیرزمینی تبدیل می‌شود. اگر بارندگی سالانه‌ای که اندازه‌گیری کرده‌ایم معادل ۲۵ سانتی‌متر و میزان تغذیه نیز سه سانتی‌متر باشد، از معادلهٔ بیلان می‌توان میزان تبخیرتعرق را محاسبه کرد (۲۲ سانتی‌متر). حال اگر متوجه شویم که در محاسبهٔ تغذیه، خطایی معادل ۱۰ درصد داشته‌ایم، یعنی مثلاً تغذیه ۳٫۳ سانتی‌متر بوده باشد، آنگاه خطایی که در محاسبهٔ تبخیرتعرق کرده‌ایم کمتر از دو درصد خواهد بود. اگر حتی خطای ۱۰۰ درصدی در محاسبهٔ مؤلفهٔ تغذیه کرده باشیم و مثلاً میزان واقعی آن شش سانتی‌متر باشد، بازهم درصد خطای ما به نسبت کم خواهد بود (۱۵ درصد). حال فرض کنید که از بین دو مؤلفهٔ تبخیرتعرق و تغذیه، تبخیرتعرق را اندازه‌گیری کرده باشیم و تغذیه مجهول باشد. اگر مقدار اندازه‌گیری شده برای تبخیرتعرق ۲۴ سانتی‌متر باشد، میزان تغذیهٔ از معادلهٔ بیلان، معادل با یک سانتی‌متر خواهد شد. حال اگر ۱۰ درصد در محاسبهٔ میزان تبخیر تعرق خطا رخ داده باشد، آنگاه تغذیه به جای یک سانتی‌متر، معادل با ۳٫۴ سانتی‌متر خواهد شد و در نتیجه خطایی که در مؤلفهٔ تغذیه رخ داده است، ۲۴۰ درصد خواهد بود. این مثال نشان می‌دهد که اولاً چطور خطای اندازه‌گیری در یک مؤلفه می‌تواند در برآورد مؤلفهٔ مجهول اثرگذار باشد و ثانیاً می‌توان متوجه شد که هرچقدر مؤلفهٔ مجهول به نسبت سایر مؤلفه‌ها کوچک‌تر باشد، خطای ناشی از اندازه‌گیری در سایر مؤلفه‌ها تأثیر بیشتری بر بیش یا کم برآورد کردن مؤلفهٔ مجهول خواهد گذاشت.

## نقش انسان در بیلان آب
در طول قرن‌ها و سال‌های متمادی به دلیل فراوانی نسبی آب در قیاس با نیاز انسان‌ها، تعداد کم جمعیت در محدوده تمدن‌ها و نوع فناوری‌های مورد استفاده، دخالت‌های بشر در چرخه آب از جمله بهره‌برداری منابع آب زیرزمینی توسط چاه‌های دستی و قنات و از منابع آب سطحی در مقیاس محدود و با استفاده از فناوری‌های ساده نظیر ایجاد بندهای انحرافی یا سایر تأسیسات آبی که در تاریخ تمدن بشری ثبت و ضبط گردیده و آثار آنها هنوز در نقاط مختلف دنیا قابل مشاهده است، صورت می‌گرفته است. با گذشت زمان و افزایش جمعیت، بروز انقلاب صنعتی و افزایش نیازهای بشری برای تأمین مواد غذایی، انرژی و همچنین تأمین نیازهای روزانه، دامنه و ابعاد دخالت‌های بشری در چرخه آب گسترده‌تر و پیچیده‌تر گردید.
ایجاد کانون‌های متراکم جمعیت و بوجود آمدن مراکز شهری و مناطق صنعتی و بالاگرفتن انواع بهره‌برداری‌ها و خطرات ناشی از آب در ابعاد گسترده، موجب گردید که نسل بشر برای ساماندهی این نیازها تلاش و به‌طور مستقیم و غیرمستقیم در چرخه آب دخالت نماید. شکل عمومی انواع دخالت‌ها و تأثیر هریک بر چرخه طبیعی آب را می‌توان به شرح زیر خلاصه نمود:
- ذخیره‌سازی آب: با افزایش نیازها، عدم تطابق توزیع زمانی جریان‌های سطحی در رودخانه‌ها با توزیع زمانی نیازهای مراکز جمعیتی و صنعتی پررنگ‌تر می‌شود (به‌طور مثال اغلب رودخانه‌ها در ماه‌های تابستان با حداقل جریان مواجه هستند در حالیکه بخش اعظم نیازهای آبی در ماه‌های تابستان اتفاق می‌افتد). بنابراین برای تطبیق این نیازها، ذخیره‌سازی آب در ماه‌های پرآب و استفاده از این ذخایر در ماه‌های کم آب ضرورت پیدا می‌کند. بدین ترتیب یکی از مهم‌ترین و اصلی‌ترین دخالت‌های بشر در چرخه آب ناشی از همین مسئله و احداث مخازن ذخیره سد ایجاد شده است. امروزه بیش از ۸۵۰۰۰ سد مخزنی در سرتاسر جهان که در واقع منابع آب را به‌طور مصنوعی ذخیره‌سازی می‌نمایند در دست بهره‌برداری است. این موضوع موجبات تغییر در فرایندهای چرخه آب از نظر فرایندهای تبخیر و نفوذ و دیگر تأثیرت شده است.
- استخراج منابع آب زیرزمینی: بهره‌برداری بیش از حد آب از اعماق زیاد توسط چاه‌های عمیق، می‌تواند نهایتاً منجر به افت شدید سطح آبخوان در دشت‌ها شود. این پدیده ضمن آنکه می‌تواند موجب توسعه کشاورزی در کوتاه مدت شود (تغییر کاربری)، عامل اصلی پایین رفتن سطح آب زیرزمینی و نشست زمین و از بین رفتن ظرفیت ذخیره آب نفوذی در خلل و فرج آبخوان‌ها خواهد بود. میزان اضافه برداشت از منابع آب بر اساس اطلاعات منتشر شده توسط OECDدر فاصله زمانی سال‌های ۱۹۶۰ تا ۲۰۰۰ میلادی، دو برابر شده است.
- انتقال آب: انتقال آب به عنوان یک راهکار فنی برای پاسخ به تقاضاهای بیش از توان یک محدوده، موجب جابجایی آب از مسیر طبیعی و اولیه خود به مسیرهای مصنوعی و ساخته شده دست بشری می‌گردد. در بعضی مواقع منابع آب از یک حوضه آبریز به حوضه آبریز دیگر یا حتی از یک کشور به کشور دیگر منتقل می‌شود.
- تغییر در کاربری اراضی: دخالت بشر در این خصوص ابعاد بسیار گسترده‌ای دارد، ایجاد مناطق مسکونی، توسعه راه‌های ارتباطی، ایجاد شبکه‌های آبیاری و زهکشی، ایجاد مناطق صنعتی، توسعه و بهره‌برداری از معادن از جمله مواردی است که بشر عملاً با دستکاری در زمین موجبات اختلال در فرایند طبیعی چرخه آب را می‌نماید.
- دستکاری در مسیر رودخانه‌ها و مسیرهای طبیعی جریان: بشر به منظور توسعه ترابری یا ایمن‌سازی مناطق دستکاری شده توسط خود نظیر شهرها، مجبور شده که در مسیر طبیعی رودخانه‌ها از طریق کانالیزه نمودن جریان، اصلاح مسیر، ایجاد دیواره‌های حایل و غیره دخالت نماید که این موضوع عملاً مسیرهای طبیعی چرخه آب را با اختلال همراه نموده است.
- تأثیر تغییر اقلیم: شواهد فراوانی حاکی از آنست که اقلیم جهانی در حال تغییر است. این شواهد نشان می‌دهد که به دلیل افزایش تولید گازهای گلخانه‌ای، متوسط دمای سطح زمین در حال افزایش است. اگر چه میزان گرمایش زمین به نظر ناچیز است، اما بسیاری از فرایندهای طبیعی را تحت تأثیر قرار داده است. به دلیل آنکه بسیاری از فرایندها وابسته به درجه حرارت است، گرمایش جهانی حرکت آب در چرخه آب را افزایش می‌دهد و بدین ترتیب بر چرخهٔ آب اثر می‌گذارد. در اینجا به مهم‌ترین آن‌ها اشاره می‌شود
  - سطح دریا: یکی از مسائل عمده در بحث گرمایش زمین به ذوب یخچال‌های قطبی و سرازیر شدن آنها به سمت خشکی اشاره دارد. سطح آب در اقیانوس‌ها به‌طور تقریبی به میزان ۲۵ سانتی‌متر در ۱۰۰ سال اخیر افزایش یافته است. پیش‌بینی شده است که این افزایش از ۷٫۵ تا ۹۲٫۵ سانتی‌متر تا سال ۲۱۰۰ ادامه یابد.
  - بارش: تغییر اقلیم ممکن است زمان، مقدار و طول دوره بارش را تغییر داده و همین امر باعث بروز مشکلاتی در پایداری ذخایر آبی مورد استفاده بشر و تداوم تشدید مشکلات در این زمینه گردد.
  - پدیده‌های آب و هوایی: در سال‌های اخیر، سیلاب و خشکسالی به‌طور فزاینده‌ای رو به گسترش بوده و شدت و فراوانی آنها افزایش یافته است.

## بیلان آب در ایران
بر اساس آمار و اطلاعات وزارت نیرو و سازمان هواشناسی کشور، که هر دو امکاناتی را برای برآورد تبخیر و بارندگی در کشور دارند، بارندگی متوسط بلندمدت در کشور معادل ۲۳۲٫۴ میلیمتر است. بر اساس مطالعات وزارت نیرو به عنوان متولی اصلی تأمین آب و مدیریت ذخایر آبی کشور، بارندگی در ایران به‌طور متوسط در دوره‌های اخیر کاهش داشته است. همان‌طور که در جدول نمایش داده شده است، با در نظر گرفتن دورهٔ آماری از سال‌های ۳۰–۳۱ تا ۹۱–۹۲، می‌توان شاهد این پدیده بود که تا ۱۴ سال پایانی این دوره (یعنی تا سال آبی ۷۶–۷۷)، متوسط بارندگی معادل ۲۴۰٫۲ میلیمتر (دورهٔ ایستا) و در سال‌های بعدی متوسط بارندگی به‌طور کلی افت قابل توجهی را تجربه نموده است، به نحوی که در ۶ سال پایانی دورهٔ آماری، متوسط بارندگی سالانه ۱۹۵ میلیمتر شده است.
| دوره ۶ ساله | دوره ۱۰ ساله | دوره ۱۴ ساله | دوره ایستا | درازمدت | پارامتر بارش            | وسعت    | حوضه آبریز    |
| ۴۲۰         | ۴۳۳          | ۴۲۸٫۴        | ۴۳۴٫۵      | ۴۳۲٫۷   | متوسط                   | ۱۷۵۰۶۰  | دریای خزر     |
| ۱۴٫۵        | ۱٫۴          | ۶٫۱          | -          | ۱٫۸۲    | کاهش نسبت به دوره ایستا | ۱۷۵۰۶۰  | دریای خزر     |
| ۳٫۳         | ۰٫۳          | ۱٫۴          | -          | ۰٫۴     | درصد کاهش               | ۱۷۵۰۶۰  | دریای خزر     |
| ۳۱۴٫۹       | ۳۳۷٫۸        | ۳۲۶٫۸        | ۳۷۴        | ۳۵۹٫۹   | متوسط                   | ۵۱۷۶۱   | دریاچه ارومیه |
| ۵۹          | ۳۶٫۲         | ۴۷٫۱         | -          | ۱۴٫۰۴   | کاهش نسبت به دوره ایستا | ۵۱۷۶۱   | دریاچه ارومیه |
| ۱۵٫۸        | ۹٫۷          | ۱۲٫۶         | -          | ۳٫۸     | درصد کاهش               | ۵۱۷۶۱   | دریاچه ارومیه |
| ۲۵۲٫۹       | ۲۹۷٫۳        | ۲۹۰٫۶        | ۳۵۱٫۵      | ۳۳۳٫۴   | متوسط                   | ۴۲۴۰۲۹  | خلیج فارس     |
| ۹۸٫۶        | ۵۴٫۲         | ۶۰٫۹         | -          | ۱۸٫۱۴   | کاهش نسبت به دوره ایستا | ۴۲۴۰۲۹  | خلیج فارس     |
| ۲۸          | ۱۵٫۴         | ۱۷٫۳         | -          | ۵٫۲     | درصد کاهش               | ۴۲۴۰۲۹  | خلیج فارس     |
| ۱۳۱٫۳       | ۱۴۳٫۶        | ۱۳۸٫۱        | ۱۵۷٫۲      | ۱۵۱٫۵   | متوسط                   | ۸۲۴۶۱۱  | فلات مرکزی    |
| ۲۶          | ۱۳٫۷         | ۱۹٫۱         | -          | ۵٫۷     | کاهش نسبت به دوره ایستا | ۸۲۴۶۱۱  | فلات مرکزی    |
| ۱۶٫۵        | ۸٫۷          | ۱۲٫۲         | -          | ۳٫۶     | درصد کاهش               | ۸۲۴۶۱۱  | فلات مرکزی    |
| ۲۱۳٫۳       | ۲۲۰٫۷        | ۲۱۶٫۳        | ۲۵۳٫۸      | ۲۴۲٫۷   | متوسط                   | ۴۴۲۹۵   | قره قوم       |
| ۴۰٫۵        | ۳۳٫۱         | ۳۷٫۶         | -          | ۱۱٫۱۹   | کاهش نسبت به دوره ایستا | ۴۴۲۹۵   | قره قوم       |
| ۱۶          | ۱۳           | ۱۴٫۸         | -          | ۴٫۴     | درصد کاهش               | ۴۴۲۹۵   | قره قوم       |
| ۹۶٫۸        | ۱۰۰٫۸        | ۹۰٫۶         | ۱۳۰٫۴      | ۱۱۸٫۶   | متوسط                   | ۱۰۳۱۸۳  | مرزی شرق      |
| ۳۳٫۶        | ۲۹٫۷         | ۳۹٫۹         | -          | ۱۱٫۸۷   | کاهش نسبت به دوره ایستا | ۱۰۳۱۸۳  | مرزی شرق      |
| ۲۵٫۸        | ۲۲٫۸         | ۳۰٫۶         | -          | ۹٫۱     | درصد کاهش               | ۱۰۳۱۸۳  | مرزی شرق      |
| ۲۰۰٫۳       | ۲۲۰٫۷        | ۲۱۴٫۶        | ۲۴۵٫۷      | ۲۳۲٫۴   | متوسط                   | ۱۶۲۲۹۳۹ | کشور          |
| ۴۵٫۴        | ۲۵           | ۳۱٫۱         | -          | ۱۳٫۳    | کاهش نسبت به دوره ایستا | ۱۶۲۲۹۳۹ | کشور          |
| ۱۸٫۵        | ۱۰٫۲         | ۱۲٫۷         | -          | ۵٫۴     | درصد کاهش               | ۱۶۲۲۹۳۹ | کشور          |

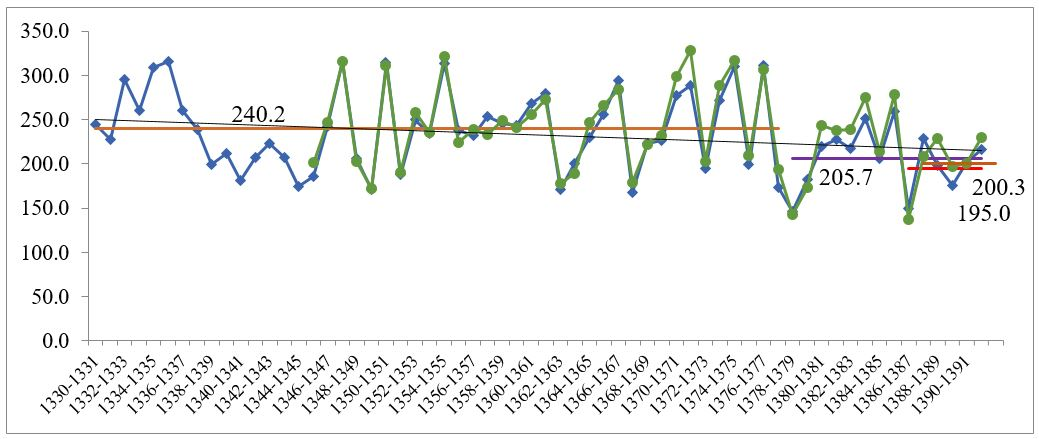
نوسانات بارندگی در کشور بر اساس مطالعات وزارت نیرو

با کسر تبخیر از میزان بارندگی می‌توان به‌طور کلی، میزان منابع تجدیدپذیر کشور را تخمین زد. بر اساس مطالعات وزارت نیرو، میزان پتانسیل تجدیدپذیر آب کشور در دوره‌های ایستا و ۱۴ سالهٔ اخیر (دورهٔ اول و دوم) از ۱۲۴٫۸ میلیارد مترمکعب به ۸۸٫۸ میلیارد مترمکعب کاهش پیدا کرده است.
| پتانسیل تجدید پذیر | پتانسیل تجدید پذیر | حوضه آبریز                                      | حوضه آبریز             |
| دوره دوم           | دوره اول           | حوضه آبریز                                      | حوضه آبریز             |
| ۴۸۰۲٫۳             | ۵۰۶۶٫۰             | رودخانه ارس                                     | دریای مازندران         |
| ۳۸۲۴٫۰             | ۳۹۱۲٫۰             | رودخانه‌های تالش ـ مرداب انزلی                   | دریای مازندران         |
| ۶۶۴۷٫۶             | ۷۸۳۲٫۶             | سفیدرود بزرگ                                    | دریای مازندران         |
| ۳۷۵۳٫۰             | ۴۱۲۶٫۰             | رودخانه‌های بین سفیدرود و هراز                   | دریای مازندران         |
| ۳۵۵۲٫۰             | ۴۲۱۳٫۰             | رودخانه‌های بین هرازوقره سو                      | دریای مازندران         |
| ۱۲۶۵٫۹             | ۱۵۰۷٫۰             | رودخانه‌های قره سووگرگان                         | دریای مازندران         |
| ۶۵۳٫۸              | ۱۱۲۱٫۷             | رودخانه اترک                                    | دریای مازندران         |
| ۵۱۵۱٫۳             | ۸۷۳۰٫۳             | رودخانه‌های مرزی غرب                             | خلیج فارس و دریای عمان |
| ۶۰۵۰٫۴             | ۷۸۷۵٫۲             | رودخانه کرخه                                    | خلیج فارس و دریای عمان |
| ۱۴۱۴۷٫۰            | ۲۴۰۴۳٫۸            | کارون بزرگ                                      | خلیج فارس و دریای عمان |
| ۶۸۳۴٫۰             | ۸۵۶۲٫۰             | رودخانه‌های جراحی و زهره                         | خلیج فارس و دریای عمان |
| ۱۸۳۹٫۰             | ۲۴۲۷٫۰             | رودخانه حله و مسیل‌های کوچک دو ط‌رف آن            | خلیج فارس و دریای عمان |
| ۲۴۳۷٫۰             | ۳۸۰۲٫۰             | رودخانه مند و حوزه‌های بسته هرم، کاریان و خنج    | خلیج فارس و دریای عمان |
| ۶۲۸٫۳              | ۱۷۵۸٫۷             | رودخانه‌های کل، مهران، مسیل‌های جنوبی و جزایر     | خلیج فارس و دریای عمان |
| ۷۶۸٫۰              | ۲۲۹۸٫۷             | رودخانه‌های بین بندرعباس و سدیج                  | خلیج فارس و دریای عمان |
| ۶۷۰٫۰              | ۷۸۳٫۰              | رودخانه‌های بلوچستان جنوبی بین سدیج ومرز پاکستان | خلیج فارس و دریای عمان |
| ۷۰۲۴٫۷             | ۸۸۷۵٫۹             | دریاچه ارومیه                                   | دریاچه ارومیه          |
| ۵۲۱۷٫۰             | ۷۰۸۴٫۰             | دریاچه نمک                                      | فلات مرکزی             |
| ۱۹۱۳٫۱             | ۲۱۷۱٫۲             | گاوخونی                                         | فلات مرکزی             |
| ۳۶۸۰٫۰             | ۴۲۵۹٫۰             | دریاچه‌های ط‌شک ـ بختگان ـ مهارلو                 | فلات مرکزی             |
| ۷۷۲٫۰              | ۱۳۰۰٫۰             | کویرابرقو ـ سیرجان                              | فلات مرکزی             |
| ۱۲۲۳٫۰             | ۲۱۲۰٫۰             | هامون جازموریان                                 | فلات مرکزی             |
| ۶۴۲٫۰              | ۱۶۵۳٫۰             | کویرلوت                                         | فلات مرکزی             |
| ۱۸۳۱٫۲             | ۳۱۲۹٫۷             | کویرمرکزی                                       | فلات مرکزی             |
| ۲۶۰٫۰              | ۴۷۷٫۰              | کویرهای سیاه کوه ـ ریگ زرین ـ دق سرخ            | فلات مرکزی             |
| ۷۲۷٫۰              | ۱۰۴۶٫۰             | کویرهای درانجیر ـ ساغند                         | فلات مرکزی             |
| ۱۶۵٫۹              | ۷۱۴٫۳              | دق پترگان ـ نمکزارخواف                          | مرزی شرق               |
| ۹۱۴٫۰              | ۱۰۹۱٫۴             | هامون هیرمند                                    | مرزی شرق               |
| ۳۵۸٫۰              | ۳۹۷٫۴              | هامون مشکیل                                     | مرزی شرق               |
| ۱۰۲۳٫۰             | ۲۴۰۰٫۰             | قره قوم                                         | قره قوم                |
| ۸۸۷۷۴٫۴            | ۱۲۴۷۷۸٫۰           | کل کشور                                         | کل کشور                |

### حکمرانی بیلان آب
محاسبه و بستن بیلان آب در حوضه‌های آبریز و آبخوان‌های ایران برعهده وزارت نیرو قرار دارد و این وزارتخانه در دفتر مطالعات پایهٔ منابع آب، علاوه بر مدیریت گردآوری اطلاعات در سطح کشور (که از طریق شرکت‌های آب منطقه‌ای سی‌گانهٔ کشور انجام می‌گیرد)، تحلیل‌ها و گزارش‌های متعددی همچون بیلان آب را مرتباً تولید می‌نماید. بیلان آب در حوضه‌های آبریز (محدوده‌های مطالعاتی یا در حقیقت همان حوضه آبریز درجه سه) و آبخوان‌ها در قالب گزارش‌های مختلفی ارائه می‌شوند که از آن جمله می‌توان به مطالعات طرح جامع آب، اطلس منابع آب کشور، بهنگام‌سازی بیلان آب، تمدید ممنوعیت بهره‌برداری از منابع آب زیرزمینی و غیره اشاره داشت.
دفتر مطالعات پایهٔ منابع آب ایران، شامل چهار گروه آب‌های سطحی، آب‌های زیرزمینی، تلفیق و بیلان، و بانک اطلاعات است. هر یک از این گروه‌ها، دستورالعمل‌ها و شیوه‌نامه‌های مختلفی را برای نظم بخشیدن به روند فعالیت‌های حوزهٔ کاری خود تدوین کرده‌اند. شرح وظایف گروه بیلان به قرار زیر است:
۱- سیاست‌گذاری، برنامه‌ریزی، نظارت و ارزیابی عملکرد
- سیاست‌گذاری، تعیین خط‌مشی و برنامه‌ریزی کلی تلفیق مطالعات منابع آب در سطح کشور.
- تدوین برنامه‌های انجام تلفیق مطالعات پایه منابع آب در سطح کشور.
- تأیید برنامه عملیاتی پیشنهادی بودجه‌های جاری و عمرانی به منظور انجام فعالیت‌های تلفیق مطالعات در سطح کشور.
- تأیید برنامه‌های سالانه دفاتر تلفیق و بیلان شرکت‌های آب منطقه ای.
- بازنگری دستورالعمل‌های موجود و تهیه دستورالعمل‌های جدید مورد نیاز تلفیق مطالعات پایه منابع آب.
- نظارت و ارزیابی عملکرد دفاتر تلفیق و بیلان مطالعات شرکت‌های آب منطقه‌ای و ارائه گزارش‌های لازم درخصوص وضعیت عملکرد آن

۲- انجام مطالعات تلفیقی وتهیه اطلس‌ها ومدل‌ها
- تهیه اطلس منابع آب (کمی وکیفی) درسطح کشور و بهنگام‌داری آن.
- نظارت بر تهیه اطلس‌های منابع آب (کمی وکیفی) برای حوضه‌های آبریز درجه ۲، بهنگام‌داری آنها و بررسی و تصویب نهایی گزارش‌ها براساس دستورالعمل‌های موجود.
- برنامه‌ریزی، نظارت و ایجاد هماهنگی به منظور انجام تلفیق مطالعات برای حوضه‌های آبریز درجه ۲ و بررسی و تصویب گزارش‌های مرتبط.
- برنامه‌ریزی، نظارت و پیگیری درخصوص انجام پیش‌بینی‌های هیدرولوژیکی.
- برنامه‌ریزی ونظارت بر تهیه مدل‌های ریاضی مرتبط با مطالعات منابع آب (کمی وکیفی) و بررسی و تصویب آن.

۳- بیلان منابع آب
- برنامه‌ریزی و تهیه بیلان منابع آب و تعیین پتانسیل‌ها و محدودیت‌های منابع آب درسطح کشور.
- برنامه‌ریزی و نظارت بر تهیه بیلان آب درسطح محدوده‌های مطالعاتی.

۴- فعالیت‌های علمی و آموزشی
- نظارت مستمر برآموزش‌های کوتاه‌مدت تکنسین‌ها وکارشناسان شرکت‌های آب منطقه ای و تدوین برنامه‌های آموزشی خاص و ارائه پیشنهادات لازم جهت ارتقاء سطح کمی وکیفی پرسنل تلفیق و بیلان ستاد و شرکت‌های آب منطقه‌ای.
- ارتباط با مراکز علمی، دانشگاهی و ارگان‌های دولتی و غیردولتی در داخل و خارج کشور و کسب مهارت‌های فنی در زمینه بکارگیری نرم‌افزارها و تکنولوژی جدید درخصوص گسترش و توسعه مدیریت منابع آب.
- برنامه‌ریزی و هماهنگی به منظور برگزاری دوره‌های آموزشی، کارگاه‌های تخصص، همایش‌های ملی و بین‌المللی.
- برنامه‌ریزی و نظارت بر استفاده از فناوری‌های نوین در تلفیق مطالعات پایه منابع آب.

۵- بانک اطلاعات وهمکاری باسایر نهادها وبخش‌ها
- همکاری درایجاد تهیه و تکمیل بانک‌های اطلاعات منابع آب.
- همکاری با شرکت‌های آب منطقه ای دفاتر ستادی و سایر ارگان‌ها در ارتباط با تلفیق مطالعات.
- برگزاری و همکاری درتشکیل گردهمایی‌های علمی وفنی و مشارکت در این‌گونه مجالس.

با وجود فعالیت‌های مختلفی که در راستای تولید گزارش‌های بیلان آب در ایران انجام می‌شود، برخی محققان بر این باور هستند که رویکرد وزارت نیرو در رابطه با این مسئله یک رویکرد حاکمیتی است و به دلیل عدم مشارکت‌جویی کافی در تعریف مبانی و روش‌های مختلف برآورد بیلان آب در حوضه‌های آبریز، خروجی‌های تولید شده پاسخگوی نیاز کشور و مدیران بخش آب و کشاورزی نیست و لذا، مشکلات متعددی در زمینه تدقیق، تسریع و تسهیل برای محاسبات و انتشار بیلان وجود دارد که برخی از آنها به قرار زیر است:
- عدم وجود ارتباط مناسب بین بخش‌های مختلف بیلان (مانند دورهٔ بیلان و مقیاس محاسبات) و انواع بیلان (مانند هیدروکلیماتولوژی، آب زیرزمینی و عمومی)
- روزآمد نبودن اغلب روش‌های محاسبه اجزای بیلان و عدم تطابق آنها در اقلیم‌های مختلف
- عدم وجود چارچوب‌های مشخص و کاربردی جهت برآورد مجهولات معادله بیلان و نحوه ارائه نتایج
- عدم توجه و عدم سرمایه‌گذاری در داده‌ها و اطلاعات موردنیاز بیلان
- نبود اجماع نظر در تغییر رویکرد تهیه گزارش‌های بهنگام‌سازی بیلان آب کشور در استفاده از داده‌های ماهواره‌ای و هوایی، و مدل‌های هیدرولوژی
- ضعف ساختارهای سازمانی موجود در وزارت نیرو و شرکت‌های تابعه در بررسی و تصویب گزارش‌های بهنگام‌سازی بیلان آب
- ساختار بالا به پایین حاکم بر فرایند تهیه بیلان و عدم تمایل به رهیافت مشارکت حداکثری در مورد بیلان به عنوان مهم‌ترین ورودی برای مدیریت منابع آب.